# Arturo Maffei
Arturo Maffei   (Viareggio, 9 de novembre de 1909 - Torre del Lago Puccini, 17 d'agost de 2006) va ser un atleta italià, especialista en el salt de llargada, que va competir durant les dècades de 1930 i 1940. També fou porter de futbol.
El 1936 va prendre part en els Jocs Olímpics d'Estiu de Berlín, on fou quart en la prova del salt de llargada del programa d'atletisme. El 1938 va guanyar la medalla de plata en la prova del salt de llargada del Campionat d'Europa d'atletisme, rere Wilhelm Leichum.
Va guanyar vuit campionats italians de l'especialitat entre 1930 i 1940 (1930, 1932, 1935, 1936, 1937, 1938, 1939 i 1940). També guanyà el Campionat de l'AAA de 1938. Va millorar el rècord nacional del salt de longitud en diverses ocasions, passant del 7m 42cm el maig de 1936 als 7m 73cm l'agost de 1936. Aquesta marca es va mantenir com a rècord italià fins al 17 d'agost de 1968, quan Giuseppe Gentile saltà 7,91 metres.
Entre 1926 i 1931 va jugar a l'ACF Fiorentina, i entre 1941 i 1956 formà part del cos tècnic de l'equip com a entrenador de porters.

## Millors marques
- Salt de llargada. 7,73 metres (1936)[5]